# Федеративна монархія
Федеральна монархія — форма держави, що поєднує в собі монархічну форму правління і федеративний тип політико-територіального устрою.

## Основні риси
На сьогоднішній день прикладами монархічних федерацій є Австралія, Бельгія, Канада, Малайзія, Об'єднані Арабські Емірати, Папуа Нова Гвінея і Сент-Кітс і Невіс. У бік федералізації рухаються також такі монархічні держави як Велика Британія та Іспанія. Історичним прикладом федеративного монархічної держави є також Австро-Угорщина.
У федеративних монархіях глава держави має особливо велике значення, будучи уособленням незалежності та єдності держави, нації, народності, її складових. Таким чином, монарх виконує не тільки "розпорядчі функції, але й має певні «сакральні» риси[джерело?].